# 管廷節
管廷節（？—？），號凝初，直隸蘇州府長洲縣人，明朝政治人物。

## 生平
萬曆十六年（1588年）戊子科應天府鄉試舉人。萬曆二十年（1592年），登壬辰科第三甲第一百八十名進士，都察院觀政，二十二年授廣東龍門縣知縣，卒于官。

## 家族
曾祖管文正；祖父管□；父管仕。